# Rafael Torres Escartín
Rafael Liberato Torres Escartín (Bailo, Osca, 20 de desembre de 1901 - Barcelona, 1939) va ser un combatent anarquista espanyol.

## Biografia
Fill de Pedro Torres Marco i d'Orencia Escartín Villacampa, Rafael va néixer en la casa caserna de la Guàrdia Civil de Bailo, on es trobava destinat el seu pare.
Quan era estudiant a Osca, va ser introduït en l'anarquisme pel pintor i periodista anarquista Ramón Acín. Va abandonar els estudis per l'ofici de pastisser. Des de 1918 va militar en les files de la CNT, concretament en el sindicat d'alimentació, i deixà Osca per viure a Saragossa.
A Saragossa es va sumar al grup anarquista Crisol, grup que després passaria a anomenar-se Los Solidarios, compost per personatges destacats en l'anarquisme com Buenaventura Durruti o Francisco Ascaso. Va viure un temps a cavall entre la capital aragonesa i Barcelona, on va treballar a l'Hotel Ritz.
En 1923, el grup Els Solidaris afirmava que el cardenal Juan Soldevila y Romero, el governador civil de Barcelona Severiano Martínez Anido i el ministre de la governació Gabino Bugallal Araujo havien ordenat l'assassinat del dirigent sindicalista Salvador Seguí, crim que havia estat perpetrat a Barcelona el dia 10 de març. Amb aquest convenciment, van decidir assassinar el cardenal arquebisbe de Saragossa. El dia 4 de juny, Rafael Torres Escartín, juntament amb Francisco Ascaso, van assassinar a trets en el seu cotxe el cardenal.
Encara que d'antuvi va aconseguir fugir de la policia, Torres Escartín va ser detingut durant un atracament al Banc d'Espanya de Gijón i a pesar que va aconseguir tornar a escapolir-se, fou capturat novament i condemnat a mort. A conseqüència d'això, Torres Escartín va embogir durant la seva estada al penal de Santoña, i la seva condemna va ser commutada per un ingrés al manicomi de Reus en 1931. Malgrat el seu estat mental, Rafael va ser afusellat en finalitzar la Guerra Civil espanyola en 1939.